# .50 Action Express
.50 Action Express (.50AE, 12.7×33mm) je krupni metak za pištolj. Razvio ga je vlasnik tvrtke Action Arms Evan Whildin 1988. .50AE jedan je od najjačih pištoljskih metaka.

## Pregled
Desert Eagle je prvi pištolj kalibriran u .50AE. Stvarni metak bio je promjera 13,9 mm sa skraćenim prirubnikom. Promjer diska bio je isti kao i kod .44 Magnuma. Desert Eagle Mark XIX kalibriran u .50AE može lako promijeniti cijev i okvir za .44.

## Uporaba
Poput ostalih pištoljskih metaka ove veličine, .50AE najviše se koristi kod gađanja čeličnih silueta ili u lovu krupne divljači. Usprkos svemu tome, ima korisnih namjena. Poput .44 Magnuma, .454 Casulla, .460 S&W Magnuma i .500 S&W Magnuma vrlo je pogodan za obranu od velikih grabežljivaca.